# Harry Charles Purvis Bell

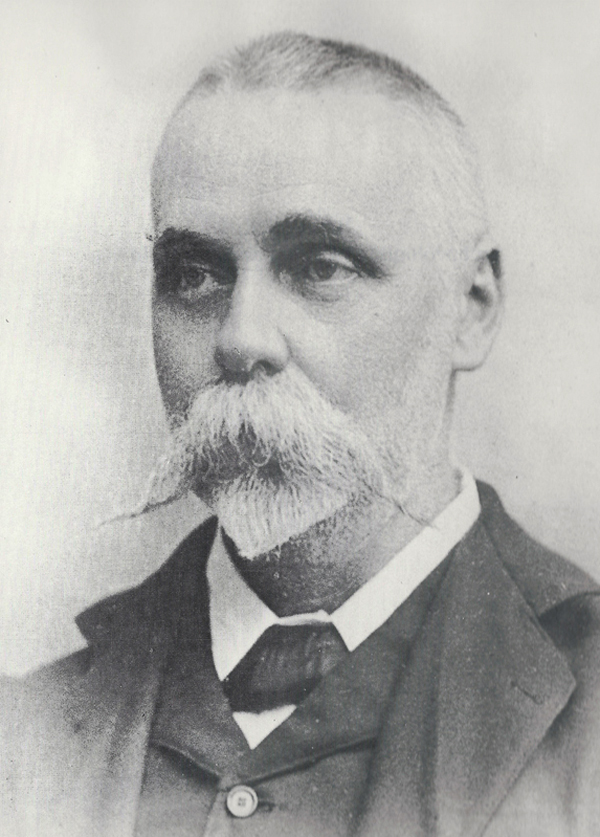
HCP Bell, c. 1890.

Harry Charles Purvis Bell (India, 21 de septiembre de 1851-6 de septiembre de 1937), conocido más frecuentemento con la abreviatura HCP Bell, fue un funcionario británico y un comisionado en el Servicio Civil de Ceilán.

## Biografía
Después de ser nombrado arqueólogo oficial, realizó diversas excavaciones en Ceilán (actual Sri Lanka) para la prospección arqueológica durante un recorrido que completó de 1890 a 1912.
Después de su jubilación, también investigó la arqueología y la epigrafía de las Maldivas, donde ya había estado antes. Estudió la lingüística de la lengua maldiva. Bell había desarrollado una buena amistad con el rey de las Maldivas, que puso su propia goleta real Fath-ul-Majid a su disposición para realizar investigaciones arqueológicas en ciertos atolones al sur de Malé.

## Obra
- Bell, Harry Charles Purvis (1882). The Máldive Islands: An Account of the Physical Features, Climate, History, Inhabitants, Productions, and Trade. F. Luker, acting government printer, Ceylon.
- Bell, Harry Charles Purvis (1921). The Maldive Islands. Report on a Visit to Málé. Colombo.
- Bell, Harry Charles Purvis (1890). Anuradhpura and the North-Central Province ...: Progress Report. Government Printer, South Africa.
- Bell, Harry Charles Purvis (2002). The Máldive Islands: Monograph on the History, Archaeology and Epigraphy. Novelty Printers Publ. ISBN 978-99915-3-051-2.
- Bell, Harry Charles Purvis (1998). Excerpta Máldiviana. Asian Educational Services. ISBN 978-81-206-1221-1.